# Књига о Мерлину
Књига о Мерлину (енгл. The Book of Merlyn) је фантастични роман британског писца Т. Х. Вајта, који представља пети и завршни део серијала Краљ бивши и будући, али је објављен засебно и постхумно.

## Радња
Књига почиње док се краљ Артур припрема за своју последњу битку. Мерлин се поново појављује да би завршио Артурово образовање и открио узрок ратова. Као што је то учинио у Мачу у камену, Мерлин поново демонстрира етику и политику Артуру претварајући га у разне животиње.
Последње поглавље књиге дешава се само неколико сати пре коначне битке између краља Артура и његовог сина и нећака Мордреда. Артур не жели да се бори после свега што је научио од Мерлина. Договара се са Мордредом да Енглеску подели на пола, а Мордред прихвата. Током склапања овог договора, змија долази до једног од Мордредових војника који извлачи мач. Супротна страна, несвесна змије, схвата ово као чин издаје. Артурове трупе нападају Мордредове, и Артур и Мордред гину у бици која следи.
Гиневра одлази у манастир и остаје тамо до смрти. Ланселот постаје пустињак и тако и умире. Његово последње чудо било је испуњење собе у којој је умро пријатним мирисом.

## Концепт и креација
Вајт је био инспирисан да напише Књигу о Мерлину након што је утврдио да је кључна тема Малоријеве Смрти Артурове проналажење „противотрова за рат”. Уместо да садржи јасан заплет, ова књига више подсећа на дискурс о рату и људској природи.
Вајт је ревидирао Мач у камену, Краљицу ваздуха и таме, као и Витеза лошег кова да би кроз њих проткао антиратну тему. У новембру 1941. Вајт је послао ревизије заједно са Свећом на ветру и Књигом о Мерлину свом издавачу са намером да свих пет делова буде објављено заједно као једна књига. Издавач је то одбио због несташице папира за време рата и Вајтове антиратне поруке.
Вајт је спасио делове одбаченог текста укључивањем сцена из Књиге о Мерлину у ревидирани део Мача у камену у колекцији Краљ бивши и будући, која је објављена 1958. године.

## Поновно откриће и публикација
Истраживачки центар за хуманистичке науке Хари Рансом Универзитета у Тексасу купио је већину Вајтових личних докумената и рукописа између 1967. и 1969. године. Године 1975. оригинални рукопис за Књигу о Мерлину откривен је међу овом колекцијом и Универзитет га је припремио за објављивање 1977. под насловом Књига о Мерлину: Необјављени закључак Краља бившег и будућег, са прологом Силвије Таунсенд Ворнер и илустрацијама Тревора Стаблија.